# Distretto di Pszczyna
Il distretto di Pszczyna (in polacco powiat pszczyński) è un distretto polacco appartenente al voivodato della Slesia.

## Geografia antropica

### Suddivisioni amministrative
Il distretto comprende 6 comuni.
- Comuni urbano-rurali: Pszczyna
- Comuni rurali: Goczałkowice-Zdrój, Kobiór, Miedźna, Pawłowice, Suszec